# Rhopalomeces dejeani
Rhopalomeces dejeani är en skalbaggsart som först beskrevs av William Lucas Distant 1898.  Rhopalomeces dejeani ingår i släktet Rhopalomeces och familjen långhorningar.
Artens utbredningsområde är:
- Moçambique.
- Zimbabwe.

Inga underarter finns listade i Catalogue of Life.